# 駅勢圏
駅勢圏（えきせいけん、station area）とは、鉄道駅を中心としてその駅を利用すると期待され需要が存在する範囲のことである。鉄道の旅客需要を予測する手法として導入された概念である。

## 概説
駅周辺の居住者人口と地域の道路事情、路線バスなど二次交通の結節、他駅との兼ね合いを考慮して測り出した駅の勢力範囲である。駅勢圏内の人口に鉄道利用率を掛けて、その駅の乗降者数を予測する。従来は駅を中心に徒歩到達が可能な半径1.5 - 2kmの円を描いて割り出すことが主流であったが、商圏設定で使われるハフモデルをベースにして駅の「魅力度」に比例する「吸引率」を算出して駅勢圏を丁目毎に割り出す方法が登場している。駅の魅力度とは列車の停車本数などである。